# El salmón
El salmón es el séptimo álbum de estudio del músico argentino Andrés Calamaro, publicado el 22 de Julio del año 2000 para el sello discográfico Warner Music Argentina lanzadolo como un album "que iba a seguir en la siguientes epocas vigente". Este álbum se caracteriza por ser un disco quíntuple, el cual luego se simplificaría a un solo disco con 25 temas y a un disco doble llamado Salmonalipsis Now editado en 2011 pero en total son 103.
El álbum dura 4 horas y 51 minutos, siendo así el álbum en español más largo de la historia.[cita requerida]

## El Salmón(Box 5 CD)

### CD 1
1. Output-Input ("Cuino" Scornik, Gringui Herrera, Andrés Calamaro) (4:00)
2. El salmón (Scornik, Calamaro) (2:46)
3. Días distintos (Calamaro) (3:30)
4. Tuyo siempre (Calamaro) (3:13)
5. Ok, perdón (Calamaro) (2:16)
6. Horarios esclavos (Calamaro) (1:54)
7. Nos volveremos a ver (Jorge Larrosa, Calamaro) (2:00)
8. Gaviotas (Calamaro) (3:21)
9. All You Need Is Pop (Calamaro) (3:16)
10. Cafetín de Buenos Aires (Discépolo, Mores) (1:57)
11. Enola Gay (Calamaro) (4:34)
12. Para seguir (Calamaro) (3:08)
13. Revolución turra (Calamaro) (2:47)
14. Rumbo errado (Scornik, Calamaro) (2:35)
15. Mi funeral 11 (Calamaro) (4:36)
16. Crucifícame (Calamaro) (2:02)
17. Vigilante medio argentino (Scornik, Calamaro) (1:52)
18. Me fui volando (Pappo, Calamaro) (1:29)
19. Chicas (Calamaro) (2:46)
20. Tu pavada (Scornik, Calamaro) (4:28)
21. Time Is on My Side (Norman Meade) (2:29)
22. Revolución Turra (Mix de Simón) (2:54)

### CD 2
1. Todas son iguales (Calamaro) (1:41)
2. Jugando al límite (Scornik, Calamaro) (1:37)
3. Querrámonos (Calamaro) (1:52)
4. Alfonsina y el mar (Ariel Ramírez, Félix Luna) (4:38)
5. El mambo (Calamaro) (1:50)
6. N.Q.T.Q.E. llega (Calamaro) (1:35)
7. La diabla (Scornik, Calamaro) (2:50)
8. Laura va (Luis Alberto Spinetta) (2:17)
9. Porque soy así (Calamaro) (2:39)
10. Barrio de tango (Manzi, Troilo) (2:36)
11. Qué ritmo triste (Calamaro) (3:53)
12. Mi lobotomía (Calamaro) (1:43)
13. No sé olvidar (Calamaro) (2:24)
14. Nadie (Calamaro) (4:02)
15. Lo que no existe más (Calamaro) (3:02)
16. El camino entero (Calamaro) (2:49)
17. P.N.S.U.R.H.Q.S.U.R. (Recuerdo reloco) (Calamaro) (2:49)
18. Freaks (Scornik, Calamaro) (6:21)
19. The Long and Winding Road (John Lennon, Paul McCartney) (2:59)

### CD 3
1. El viejo (Pappo) (3:16)
2. No se puede vivir del Amor (Calamaro) (4:21)
3. Durazno sangrando (Spinetta) (3:20)
4. Revistas (Scornik, Calamaro) (3:03)
5. Aguas peligrosas (Calamaro) (2:07)
6. Pálido reflejo (Calamaro) (1:05)
7. El muro de Berlín (Scornik, Calamaro) (2:01)
8. El día D (Calamaro) (3:44)
9. I Will (John Lennon, Paul McCartney) (1:54)
10. Ojos dos ojos (Calamaro) (3:16)
11. Río manso (C. Aguirre) (2:40)
12. Somos feos (Calamaro) (2:01)
13. Dejar de vivir (Calamaro) (1:22)
14. Chocolate (Calamaro) (2:49)
15. Canalla (Calamaro) (1:20)
16. Mi autopista (Calamaro) (1:19)
17. Reality Bomb (Scornik, Calamaro) (4:39)
18. Blow Up (Calamaro) (2:01)
19. Palabras luminosas (Calamaro) (1:48)
20. El día que me quieras (Carlos Gardel, Alfredo Le Pera) (5:14)

### CD 4
1. Empanadas de vigilia (Scornik, Calamaro) (5:07)
2. Steely Feeling (Calamaro, Ciro Fogliata) (2:38)
3. All You Need Is Pop (Simón Salmón Remix) (4:10)
4. 100% de nada (Calamaro) (2:29)
5. Expulsado del paraíso (Calamaro) (2:14)
6. You Won't See Me (Lennon, McCartney) (2:37)
7. Séptimo hijo varón (Calamaro) (3:22)
8. Under My Thumb (Mick Jagger, Keith Richards) (3:32)
9. Lameme el orto (Calamaro) (2:05)
10. Rumba del perro (Chango, Calamaro) (1:54)
11. No te bancaste (Scornik, Calamaro) (2:58)
12. Ciudadano pesado (Calamaro) (3:01)
13. Metálico cha cha (Calamaro) (1:36)
14. No Woman No Cry (Vincent Ford) (2:43)
15. C.N.I.M.Q.U.C.D.P (Calamaro) (3:43)
16. Oh! Darling (Lennon, McCartney) (3:03)
17. Un barco un poco (Calamaro) (3:45)
18. Lorena (Pappo, Calamaro) (5:17)
19. Presos de nuestra libertad (Calamaro) (2:13)
20. Horizontes (Calamaro) (2:39)

### CD 5
1. Problemas (Calamaro) (5:40)
2. La verdadera libertad (Calamaro) (1:53)
3. Los ejes de mi carreta (Atahualpa Yupanqui, Romildo Risso) (1:33)
4. Un poco de diente por diente (Calamaro) (2:58)
5. Culo sin asiento (Calamaro) (1:48)
6. Libros sapienciales - parte II (Ricardo Soulé, Willy Quiroga, Juan Carlos Godoy) (1:55)
7. ¡Ay de mí! (Calamaro) (1:33)
8. Malena (Manzi, Demare) (2:53)
9. Adentro mío (Calamaro) (2:10)
10. Corta pero ancha (Calamaro) (1:45)
11. Para los demás (Calamaro) (1:16)
12. Sexy Sadie (Lennon, McCartney) (2:43)
13. Nuestra piel (Calamaro) (2:12)
14. Papa Say (Calamaro, Irokok, López) (5:00)
15. Cocaine (J.J. Cale) (2:03)
16. Varón, dijo la partera (Calamaro) (2:25)
17. Paraísos perdidos (Calamaro) (5:28)
18. Así (Sandro, Anderle) (3:13)
19. Me cago en todo (Calamaro, Badreddine) (3:05)
20. Valentina (Calamaro) (3:13)
21. H.M.Q.D.E.P. (Calamaro) (2:08)
22. Este es el final de mi carrera (Calamaro) (2:00)

## Salmón X[1]
1. 11 y 6 (Páez)
2. Before They Make Me Run (Jagger, Richards)
3. Demolition Time
4. Devuélvanme mi Nariz
5. Duelo de Gañanes
6. El Blues de don José
7. El Gran Cachafaz
8. Iggy Pop
9. It's All Too Much (Harrison)
10. La Sabol (poder dormir)
11. Los Animales
12. Moquete Moqueteador
13. No Time For Losers
14. Ob La Di, Ob La Da, Cha Cha Chá (Lennon, McCartney)
15. Patrón de Mil Mates
16. Plegaria para un Niño Dormido (Spinetta)
17. Sporting Life
18. Subversivo

## Temas exclusivos, incluidos en la edición del álbum dobleSalmonalipsis Nowde 2011
1. Mi Nariz
2. Música Lenta
3. Superlógico (Solari y Beilinson)
4. Ringo y Alberto
5. Feliz Cumpleaños

## El SalmónCompilación(1 CD) del álbum quíntuple (Edición original)
1. Output-Input (El Cuino Scornik, Gringui Herrera, Andrés Calamaro)
2. El salmón (Scornik, Calamaro)
3. Días distintos (Calamaro)
4. Tuyo siempre (Calamaro)
5. Ok, perdón (Calamaro)
6. Horarios esclavos (Calamaro)
7. Nos volveremos a ver (Jorge Larrosa, Calamaro)
8. Gaviotas (Calamaro)
9. All You Need Is Pop (Calamaro)
10. Cafetín de Buenos Aires (Discépolo, Mores)
11. Enola Gay (Calamaro)
12. Para seguir (Calamaro)
13. Revolución turra (Calamaro)
14. Rumbo errado (Scornik, Calamaro)
15. Mi funeral 11 (Calamaro)
16. Crucifícame (Calamaro)
17. Vigilante medio argentino (Scornik, Calamaro)
18. Me fui volando (Pappo, Calamaro)
19. Chicas (Calamaro)
20. Tu pavada (Scornik, Calamaro)
21. Time Is on My Side (Norman Meade)
22. El viejo (Pappo)
23. Lorena (Pappo, Calamaro)
24. No sé olvidar (Calamaro)
25. Revolución Turra (Mix de Simón)